# Illinoia rubicola
Illinoia rubicola är en insektsart som först beskrevs av Oestlund 1886.  Illinoia rubicola ingår i släktet Illinoia och familjen långrörsbladlöss. Inga underarter finns listade i Catalogue of Life.